# Акітська красуня

«Дівчина з Акіти».

«Дівчина з Акіти».

А́кітські красу́ні (яп. 秋田美人, あきたびじん, МФА: [akʲi̥ta bʲid͡ʑiɴ]) — узагальнена назва японських вродливих жінок, що походять з території сучасної префектури Акіта. Їх зараховують до найвродливіших жінок Японії поряд з красунями Кіото і Хакати.

## Короткі відомості
Префектура Акіта вважається в Японії регіоном, де проживає багато красунь. Однією з перших вродливих жінок з Акіти, що відома історії, була Оно но Комачі, поетеса періоду Хейан.
Особливістю акітських красунь є білизна їхньої шкіри: в середньому серед японців вона становить 22 %, серед європеоїдів — близько 40%, а серед мешканців Акіти — 30%. Висуваються різні пояснення цього явища: одні дослідники пов'язують білизну акітських дівчат з особливостями вологого і прохолодного клімату префектури Акіти, інші — метисацією з європеоїдами, які могли переселитися у цей район у стародавні часи. Також існує теорія, що «відбілюванню» шкіри сприяють гарячі джерела на термальних водах підвищеної кислотності, яких досить багато в префектурі Акіта.
З акітськими красунями пов'язана жартівлива середньовічна легенда. На початку XVII століття, після битви при Секіґахарі в Японії почався перерозподіл земель між переможцями та переможеними. Володар сучасної префектури Ібаракі, голова роду Сатаке, опинився серед останніх, тому йому було наказано покинути свої землі й перебратися до Акіти. Зі злості Сатаке зібрав усіх красунь у своїх володіннях і переселив їх до нових земель. Коли ж на його місце прийшов господар з переможців і поскаржився уряду, що майже усіх жінок забрано, Сатаке відправив йому з Акіти усіх невродливих жінок. Через це народилося прислів'я: «жінки в Акіті — красуні, а в Ібаракі — потвори».
У сучасній Японії «акітськими красунями» часто називають будь-яких дівчат чи жінок, що походить родом з Акіти.